# San Diego (Zacapa)
San Diego ist ein Ort und ein Municipio im Departamento Zacapa in Guatemala. Der Ort liegt rund 160 km ostnordöstlich von Guatemala-Stadt und etwa 65 km südwestlich der Stadt Zacapa. Der Ort liegt südlich der Atlantikfernstraße CA 9 im Tal des Río San Diego auf 640 m Höhe. Von der CA 9 ist er über eine asphaltierte Straße zu erreichen, die westlich von Cabañas (noch in El Progreso) nach Süden abzweigt.
Das 112 km² große Municipio erstreckt sich im Bergland im äußersten Südwesten Zacapas. Es hat insgesamt etwa 8000 Einwohner, von denen der größte Teil Ladinos sind. Das Municipio besteht neben dem Hauptort San Diego aus den neun „Landgemeinden“ (Aldeas) El Porvenir, Venecia, Santa Elena, El Terrero, Pampur, La Hierba Buena, La Ensenada, San Antonio und Las Delicias.
Im Norden grenzt San Diego an das Municipio Cabañas, im Osten an das Departamento Chiquimula und im Süden und Westen an das Departamento Jalapa.